# Bredene Koksijde Classic 2023
21. ročník jednodenního cyklistického závodu Bredene Koksijde Classic se konal 17. března 2023 v Belgii. Vítězem se stal Belgičan Gerben Thijssen z týmu Intermarché–Circus–Wanty. Na druhém a třetím místě se umístili Němec Pascal Ackermann (UAE Team Emirates) a Australan Sam Welsford (Team DSM). Závod byl součástí UCI ProSeries 2023 na úrovni 1.Pro.

## Týmy
Závodu se zúčastnilo 7 z 18 UCI WorldTeamů, 10 UCI ProTeamů a 3 UCI Continental týmy. Každý tým přijel se sedmi závodníky kromě týmů Israel–Premier Tech, Q36.5 Pro Cycling Team, Team DSM, Team TotalEnergies a Uno-X Pro Cycling Team s šesti jezdci a Human Powered Health a Trek–Segafredo s pěti jezdci. 3 závodníci neodstartovali, na start se tak postavilo 128 jezdců. Do cíle v Koksijde dojelo 90 z nich.
UCI WorldTeamy
- Alpecin–Deceuninck
- Arkéa–Samsic
- Intermarché–Circus–Wanty
- Soudal–Quick-Step
- Team DSM
- Trek–Segafredo
- UAE Team Emirates

UCI ProTeamy
- Bingoal WB
- Human Powered Health
- Israel–Premier Tech
- Lotto–Dstny
- Q36.5 Pro Cycling Team
- Team Corratec
- Team Flanders–Baloise
- Team Novo Nordisk
- Team TotalEnergies
- Uno-X Pro Cycling Team

UCI Continental týmy
- Tarteletto–Isorex
- TDT–Unibet Cycling Team
- VolkerWessels Cycling Team

## Výsledky
| Pořadí | Jezdec                      | Tým                      | Čas        |
| ------ | --------------------------- | ------------------------ | ---------- |
| 1      | Gerben Thijssen (BEL)       | Intermarché–Circus–Wanty | 4h 17' 44" |
| 2      | Pascal Ackermann (GER)      | UAE Team Emirates        | + 0"       |
| 3      | Sam Welsford (AUS)          | Team DSM                 | + 0"       |
| 4      | Lionel Taminiaux (BEL)      | Alpecin–Deceuninck       | + 0"       |
| 5      | Jakub Mareczko (ITA)        | Alpecin–Deceuninck       | + 0"       |
| 6      | Rüdiger Selig (GER)         | Lotto–Dstny              | + 0"       |
| 7      | Juan Sebastián Molano (COL) | UAE Team Emirates        | + 0"       |
| 8      | Sean Flynn (GBR)            | Team DSM                 | + 0"       |
| 9      | Kristoffer Halvorsen (NOR)  | Uno-X Pro Cycling Team   | + 0"       |
| 10     | Edward Theuns (BEL)         | Trek–Segafredo           | + 0"       |